# Свободное (Тельмановский район)
Свободное (укр. Свободне) — село на Украине, находится в Тельмановском районе Донецкой области. Под контролем самопровозглашённой Донецкой Народной Республики.

## География
В Донецкой области имеются ещё 2 одноимённых населённых пункта, в том числе село Свободное в Амвросиевском районе.

#### Соседние населённые пункты по странам света
С: —
СЗ: Тельманово
СВ: Зерновое, Первомайское
З: Запорожец, Луково
В: Терновка
ЮЗ: Дерсово
ЮВ: Калинино, Коньково
Ю: Октябрьское

## Население
Население по переписи 2001 года составляло 778 человек.

## Общие сведения
Код КОАТУУ — 1424886401. Почтовый индекс — 87160. Телефонный код — 6279.

## История
Лютеранско-католическое село Розенфельд основано в 1870 г. немцами-переселенцами из Мариупольских колоний.
В 1945 г. постановлением Сталинского облисполкома хутор Розенфельд, Свободненского сельсовета переименовать в хутор Свободный.

## Адрес местного совета
87160, Донецкая область, Тельмановский р-н, с. Свободное, ул. Ленина